# Lena Sommestad
Lena Anna Sofia Sommestad, född 3 april 1957 i Börje församling i Uppsala län, är en svensk politiker (socialdemokrat) och tidigare professor i ekonomisk historia. Hon var miljöminister 2002–2006 och ledamot av Sveriges riksdag 2012–2014. Åren 2011–2013 var hon ordförande för Socialdemokraternas kvinnoförbund. Hon var landshövding i Hallands län från 1 april 2014 till 31 mars 2020. Sommestad är sedan 2015 ordförande för Stiftelsen Nordiska museet och sedan 2016 styrelseordförande för Linköpings universitet. Hon utsågs i februari 2018 till ordförande för Svenska Unescorådet.

## Forskning
Sommestad disputerade 1992 vid Uppsala universitet på en avhandling om mejeriyrkets maskuliniseringsprocess. Hennes forskning har haft ett demografiskt och feministiskt perspektiv. Hon tilldelades Cliopriset 1995. Mellan 1998 och 2002 var Sommestad verkställande direktör för Institutet för framtidsstudier i Stockholm. Hon utnämndes 2001 till professor i ekonomisk historia, också vid Uppsala universitet.
Sommestads vetenskapliga publicering har (2023) enligt Google Scholar knappt 800 citeringar och ett h-index  på 13.

## Politik
16 januari 2002 utsågs Sommestad till statsråd i Göran Perssons regering. Hon fick titeln biträdande miljöminister och tog över den ordinarie miljöministern Kjell Larssons arbetsuppgifter under dennes konvalescens under våren 2002. När Larsson slutade som minister 21 oktober 2002 utnämndes Sommestad till miljöminister och chef för Miljödepartementet. I samband med departementsomläggningen 2004 förblev hon miljöminister, utan att längre vara departementschef, i Miljö- och samhällsbyggnadsdepartementet. Hon tillhörde den socialdemokratiska regeringen fram till dess avgång i samband med regeringsskiftet efter valet 2006. Sommestad uppmärksammades inför folkomröstningen om euron 2003 då hon förespråkade ett nej till att införa euron som valuta i Sverige, i motsättning till sitt partis ja-linje.
Hon var suppleant från hösten 2006 och ledamot 2010–2014 i riksbanksfullmäktige. Lena Sommestad var verkställande direktör för Svensk Fjärrvärme från 2007 till 2010, då hon lämnade för att kandidera till riksdagen. Efter Socialdemokraternas tillbakagång i riksdagsvalet 2010 blev hon första ersättare för partiet i Uppsala läns valkrets. Hon tog så småningom plats i riksdagen i augusti 2012, som ersättare för avgående Tomas Östros.
Genom sin blogg var hon mycket aktiv i den socialdemokratiska eftervalsdebatten. Detta ledde till att många ville se henne som ny partiordförande för Socialdemokraterna och bland annat lanserades namnuppropet www.komigenlena.nu. Efter att Håkan Juholt utsetts till partiordförande kandiderade hon till posten som ordförande för Sveriges socialdemokratiska kvinnoförbund, vilket hon även valdes till i augusti 2011. Hon lämnade uppdraget 2013.
Sommestad utsågs i februari 2014 av regeringen till ny landshövding i Hallands län, med ett förordnande från den 1 april 2014 till den 31 mars 2020. Hon är sedan 2015 ordförande i Stiftelsen Nordiska museet och sedan 2016 styrelseordförande för Linköpings universitet. År 2018 blev Sommestad även utnämnd till ny ordförande i Svenska Unescorådet. 

### Familj
Sommestad var tidigare gift med Bo Malmberg, professor i kulturgeografi. De har tre barn tillsammans.